# Александр Команський
Александр Команський, також відомий як Вугільник (III ст. — 270) — давньогрецький анатолійський єпископ.

## Агіографія
Святий Александр з Команів, відомий як «вугільник», був єпископом Комани (сьогодні Гуменек) у Понті. Чи був він першим, хто зайняв цю посаду, досі обговорюється. Оскільки є різні місця з такою назвою, болландисти написали довгий документ про точне місцезнаходження Комани, прийшовши до висновку, що це місце розташоване в Туреччині. Цікаве прізвисько святого походить від того, що, щоб уникнути мирських спокус, він займався розпалюванням вугілля.
Його називали філософом, але точно не в прямому сенсі. Його філософія полягала в тому, щоб віддавати перевагу божественним питанням перед земними. Відкриття його чеснот сталося завдяки великому презирству, з яким до нього ставилися.
Святий Григорій Чудотворець був запрошений до Комани для участі у виборі єпископа. Оскільки він відхилив усіх кандидатів, хтось, щоб посміятися з нього, припустив, що відповідним кандидатом буде Александр Вугільник. Григорій серйозно сприйняв цю пропозицію, викликав Александра і виявив, що він має справу зі святим і людиною великих здібностей. Тоді Александр був призначений єпископом цієї кафедри, керував нею з великою мудрістю і, нарешті, віддав своє життя за віру, померши на вогнищі під час переслідування Декія.
Нечіткість відомостей, які ми маємо про нього, пов'язана з тим, що його ім'я не зустрічається ні в одному зі стародавніх грецьких чи римських календарів. Він був би абсолютно невідомим, якби не промова святого Григорія Ніського про життя Святого Григорія Чудотворця, в якій було описано його обрання.

## Культ
Ім'я Александра з'являється в сучасному римському мартиролозі, в якому він описується як philosophus disertissimus. Його свято 11 серпня.
З римського мартиролога :
11 серпня – у Гуменеку в Понті, що в сучасній Туреччині, святий Александр, відомий як Вугільник, єпископ, який, досягнувши особливого усвідомлення християнського смирення через філософію, тоді він був возведений святим Григорієм Чудотворцем до осідку цієї Церкви, де засяяв не лише проповіддю, але й за те, що зазнав мученицької смерті у полум’ї.